# Gefährtin seines Lebens
Gefährtin seines Lebens (Originaltitel The President’s Lady) ist ein US-amerikanisches biografisches Filmdrama von 1953 unter der Regie von Henry Levin. Die Filmhandlung basiert auf dem Roman Über den Tod hinaus (President’s Lady: A Novel of Rachel and Andrew Jackson) von Irving Stone, der 1951 in New York erschienen war. Der Film thematisiert die Verbindung zwischen Rachel Donelson Robards Jackson, verkörpert von Susan Hayward, und dem siebten amerikanischen Präsidenten Andrew Jackson, gespielt von Charlton Heston.
Das amerikanische Filmplakat titelte seinerzeit: Sie brandmarkten sie als ‚Ehebrecherin‘ (The branded her ‚Adulterress‘!). Tragende Rollen sind besetzt mit John McIntire, Fay Bainter, Whitfield Connor, Carl Betz, Gladys Hurlbut, Ruth Attaway und Charles Dingle.

## Handlung
Im Jahr 1789 trifft Rachel Donelson Robards erstmals Andrew Jackson, der zu dieser Zeit Generalstaatsanwalt von Tennessee ist. Jackson hat sich auf der Farm von Rachels Mutter eingemietet, nachdem John Overton, Andrews Kollege und Rachels Cousin, ihm einen entsprechenden Tipp gegeben hatte. Mrs. Donelson nimmt den jungen Juristen, der auch Erfahrung im Kampf mit Indianern hat, freundlich auf. Es dauert nicht lange und Jackson verliebt sich in Rachel. Seine Enttäuschung ist groß, als Rachels launenhafter Ehemann Lewis Robards aus Harrodsburg anreist, um seine Frau zurück nach Hause zu holen. Halbherzig entschuldigt er sich bei Rachel für sein von Eifersucht und Antagonismus geprägtes Verhalten. Rachel entdeckt jedoch bei ihrer Rückkehr nach Hause, dass ihr Mann eine Affäre mit einer Sklavin hat. Rachel zieht daraus die Konsequenz und bittet ihre Mutter, ihr dabei behilflich zu sein, nach Tennessee zurückkehren zu können. Mrs. Donelson wendet sich an Andrew, der ihre Tochter abholen soll. Lewis Robards richtet bei dessen Ankunft seine Waffe auf Jackson, kann jedoch von diesem schnell und mühelos entwaffnet werden. Auf ihrer Rückfahrt weichen Rachel und Andrew einer Gruppe von Indianern aus und verbringen eine Nacht in einem Gasthaus, um sich nicht weiteren Gefahren auszusetzen. Als sie am anderen Morgen auf der Farm ankommen, ist Robards bereits da. Er fordert seine Frau auf, mit ihm zurückzukehren. Als Rachel sich weigert, droht er damit, dass ihn bei seiner Rückkehr Verwandte begleiten würden, die ebenfalls bewaffnet seien, um seiner Drohung Nachdruck zu verleihen. Rachels Mutter sucht verzweifelt nach einem Ausweg, um ihre Tochter zu beschützen. Sie bittet die Starks, Bekannte von ihr, Rachel nach Natchez zu bringen, was diese aber ob der Verantwortung ablehnen. Sollte allerdings ein Mann Rachel begleiten, wären sie dazu bereit. Andrew Jackson meldet sich freiwillig. Nachdem man unterwegs einen Angriff der Indianer abwehren konnte, kommt es wenig später zu einem ersten Kuss zwischen Rachel und Andrew, die sich einig sind, dass mehr zwischen ihnen ist.
In Natchez, das zu der Zeit von Spanien kontrolliert wird, will Jackson eine Aufhebung der Ehe Rachels erreichen, um selbst die Ehe mit ihr eingehen zu können. Allerdings macht man ihnen klar, dass eine in Natchez geschlossene Ehe in den Vereinigten Staaten nicht als legal gelten würde. Rachel möchte nicht, dass Andrew ihr zuliebe seine Karriere aufgibt und bittet ihn, nach Nashville zurückzukehren, um dort ihre Scheidung einzuleiten. Bevor sie noch diesen Entschluss in die Tat umgesetzt haben, erhalten sie einen Brief von John Overton, der ihnen mitteilt, dass Lewis Robards die Scheidung von Rachel beantragt und sie des Ehebruchs bezichtigt habe. Im Glauben, dass Rachel nun frei sei, heiraten Rachel und Andrew in Natchez. Nachdem sie nach Nashville zurückgekehrt sind, verbringen sie zwei äußerst glückliche Jahre miteinander. Zwar ist Rachel ein wenig traurig, dass Andrew und sie keine Kinder zusammen haben, genießt aber andererseits ihre Zweisamkeit mit ihm.
Dann jedoch kommt John mit der Nachricht, dass er einem Irrtum erlegen sei, da Lewis Robards zwar die Scheidung von Rachel beantragt hatte, aber das Verfahren von ihm nicht weiter verfolgt worden sei. Erst jetzt habe er sich von Rachel mit der Begründung des Ehebruchs scheiden lassen. Obwohl eine erneute Eheschließung wie ein Eingeständnis, gegen das Gesetz verstoßen zu haben, aussehen könnte, heiratet das Paar in aller Stille noch einmal.
Als Lewis’ Cousin Jason eine beleidigende Äußerung über Rachel fallen lässt, schlägt Andrew ihn fast tot, bevor man ihn wegzieht. Während ihrer Heimfahrt erfahren Rachel und Andrew, dass Rachels Bruder von Indianern getötet worden ist. Andrew, der eine Miliztruppe leitet, kämpft daraufhin gegen die Indianer. Rachel und ihre Sklavin Moll müssen in diesen eineinhalb Jahren seines Wegseins die die Farm umgebenden Felder allein bewirtschaften. Nachdem Andrew endlich zurück ist, ist Rachels Freude groß, zumal er ihr einen verwaisten indianischen etwa dreijährigen kleinen Jungen mitgebracht hat, dem das Paar den Namen Lincoya gibt. Ein Wermutstropfen ist, dass sie die Farm verkaufen müssen, da Andrew das Geld für die Ausrüstung seiner Männer benötigt. Nach einer kurzen Durststrecke finden sie jedoch ein neues Zuhause in Nashville, das sie „The Hermitage“ nennen. Die nächsten acht Jahre sind glücklich, auch wenn Rachel sich immer mal wieder um ihren Mann sorgt und auch mit der Borniertheit mancher Frauen zu kämpfen hat, die sie von oben herab behandeln. Viel schlimmer jedoch ist es für die Jacksons und ganz besonders für Rachel, als Lincoya plötzlich einer Erkrankung an Tuberkulose erliegt.
Als Jackson zum General der Staatsmiliz ernannt wird, weckt das die Eifersucht des bekannten Schützen Charles Dickinson. Er verleumdet Rachel mit einer schneidenden Bemerkung, woraufhin Andrew Jackson erneut die Beherrschung verliert. Er fordert Dickinson zum Duell. Rachels Bitte, nicht zu kämpfen, kommt er nicht nach, er besteht darauf, ihre Ehre verteidigen zu müssen. Andrew wird im Duell schwer verletzt, Dickinson getötet. Im Jahr 1812 zieht Jackson in den Britisch-Amerikanischen Krieg und kämpft dort zwei Jahre lang als Befehlshaber. Danach kehrt er als Held nach Hause zurück. Schließlich überredet man ihn im Jahr 1825, sich als Präsident zu bewerben. Sein Freund John Overton warnt ihn, dass seine Feinde im Wahlkampf nicht zimperlich mit ihm umgehen würden, und dass er es schaffen müsse, sein Temperament zu zügeln und zu kontrollieren.
Rachel Gesundheitszustand ist inzwischen sehr angegriffen. Als sie eines Abends einer Kundgebung folgt, muss sie sich von einer höhnischen Menge anhören, dass man keinen Mörder als Präsidenten und eine Prostituierte als First Lady haben wolle. Auf ihrem Weg zurück nach Hause bricht sie daraufhin zusammen. Tag und Nacht sitzt Andrew an ihrem Bett, bis es ihr wieder etwas besser geht. Nachdem Jackson die Präsidentschaftswahl gewonnen hat, dankt Rachel ihm unter Tränen dafür, dass er sein Versprechen, sie unangreifbar zu machen gehalten hat. Im Wissen des nahenden Todes sagt sie ihm aber auch, dass sie ihn nun nicht weiter begleiten könne und bittet ihn sterbend, keinen Groll gegen andere Menschen zu hegen. Kurz vor seiner Antrittsrede blickt Andrew auf eine Miniatur von Rachel und schwört, dass seine Erinnerungen an sie, ihn für den Rest seines Lebens begleiten werden.

## Produktion

### Produktionsnotizen
Die Dreharbeiten fanden unter anderem in Calabasas in Kalifornien sowie in den Studios von 20th Century Fox statt. Künstlerische Leiter des Films waren Leland Fuller und Lyle R. Wheeler, Eugene Grossman war für den Ton verantwortlich, Ray Kellogg für die speziellen Fotografieeffekte und Ben Nye war der verantwortliche Maskenbildner, Renié oblagen die Kostüme.
20th Century Fox beziehungsweise Produzent Sol Siegel wollte den Film ursprünglich mit Gregory Peck und Olivia de Havilland drehen. Hayward und Heston waren jedoch die Stars des Augenblicks. Zum Zeitpunkt der Veröffentlichung des Films hatte Hayward bereits drei ihrer Oscarnominierungen sicher in der Tasche und freie Auswahl bei ihren Rollen, nachdem ihre vorangegangenen Filme Hits geworden waren. Heston hatte seine besten Jahre zwar noch vor sich, aber bereits bemerkenswerte Rollen in dem halbdokumentarischen Spielfilm Die größte Schau der Welt und dem romantischen Melodram Wildes Blut gespielt und galt als aufstrebender Stern.
Turner Classic Movies führte aus, die echte Rachel sei wahrscheinlich nicht der Typ der rauen Wälder gewesen, wie sie oft hingestellt worden sei, und wahrscheinlich auch nicht so ganz der Hingucker wie in der Verkörperung durch Susan Hayward. Beulah Bondi käme in ihrer oscarnominierten Verkörperung in dem Schwarzweißfilm The Gorgeous Hussy von 1936 dem Aussehen der echten Rachel Jackson wahrscheinlich näher. Charlton Heston habe es aber geschafft, das lange, etwas eckige Granitgesicht zu zeigen, das man mit Jackson verbinde, einem Präsidenten, der auf der Leinwand von so unterschiedlichen Schauspielern verkörpert worden sei wie Lionel Barrymore, Brian Donlevy, Jack Palance und Kris Kristofferson.

### Soundtrack
- Sally Goodin, Musik: Urban Thielmann
- Cotton Eyed Joe, Musik: wie zuvor
- Possum Up a Gum Stump, Text und Musik: wie zuvor
- Leather Britches, traditionelle Weise, Arrangement: Urban Thielmann
- German Dances, Musik: Ludwig van Beethoven, Arrangement: Edward B. Powell
- Yankee Doodle, traditionelle Weise

### Veröffentlichung und deutsche Fassung
Die Premiere des Films fand am 17. März 1953 in Nashville in Tennessee statt, bevor er am 21. Mai 1953 in den amerikanischen Kinos startete. In der Bundesrepublik Deutschland kam er am 23. Oktober 1953 in die Kinos und in Japan im Dezember 1953. Die deutsche Fassung entstand bei der Alster Film aus Hamburg nach einem Dialogbuch von Hans Harloff sowie Rosemarie Riegner und unter Dialogregie von Hans Harloff. Im Jahr 1954 startete er in Südafrika (Johannesburg), in Finnland, Portugal, Slowenien und in Spanien (Madrid). 1955 war er erstmals in der Türkei und in Argentinien zu sehen. In Schweden wurde er 1956 veröffentlicht und in Dänemark 1959. Veröffentlicht wurde er zudem in Österreich, dort unter dem Titel Die Geliebte des Präsidenten, in Belgien, in Brasilien, in Frankreich, in Griechenland, in Italien, in Norwegen, in der Sowjetunion, im Vereinigten Königreich, in Venezuela und in Jugoslawien.

## Andrew und Rachel Jackson

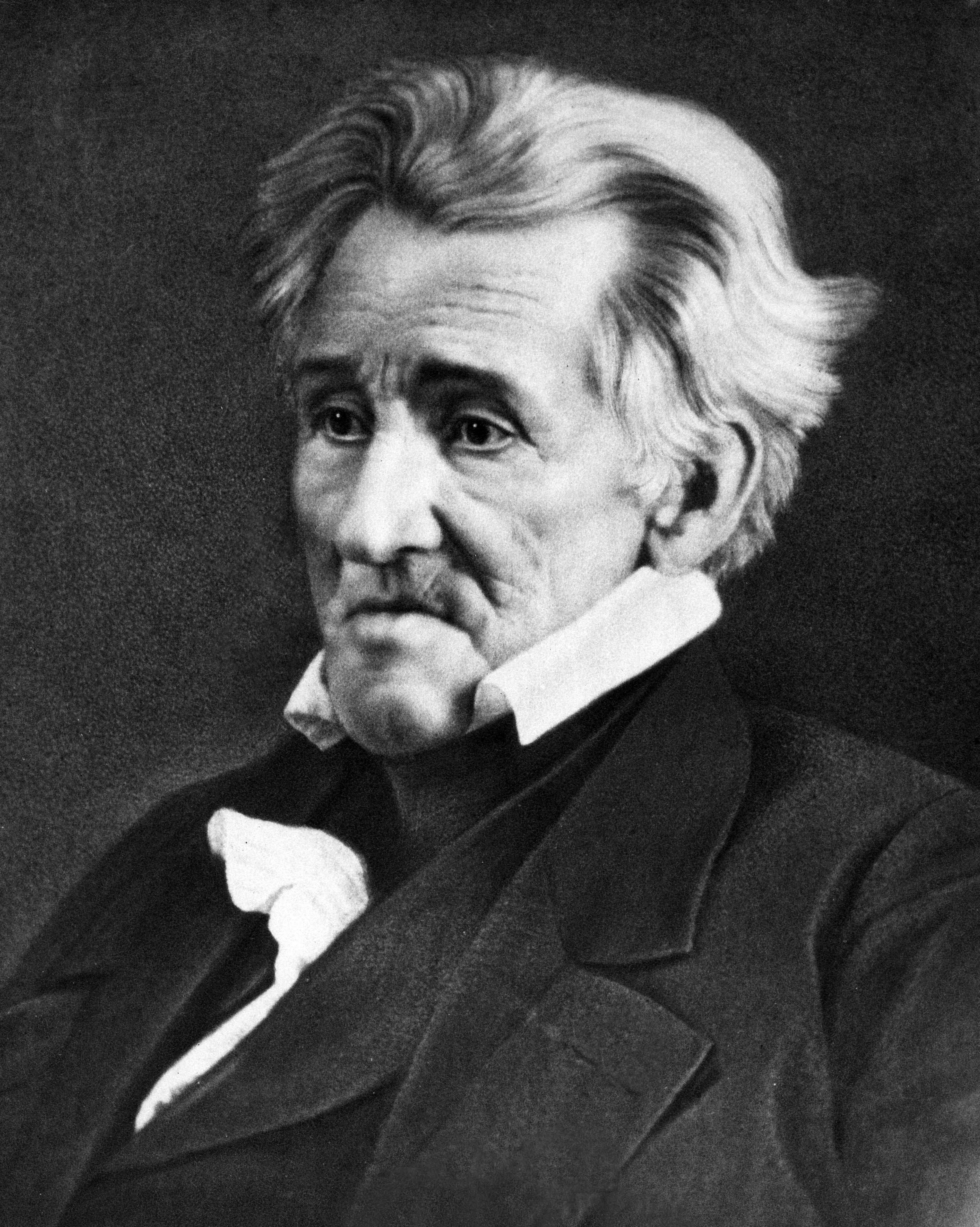
Andrew Jackson

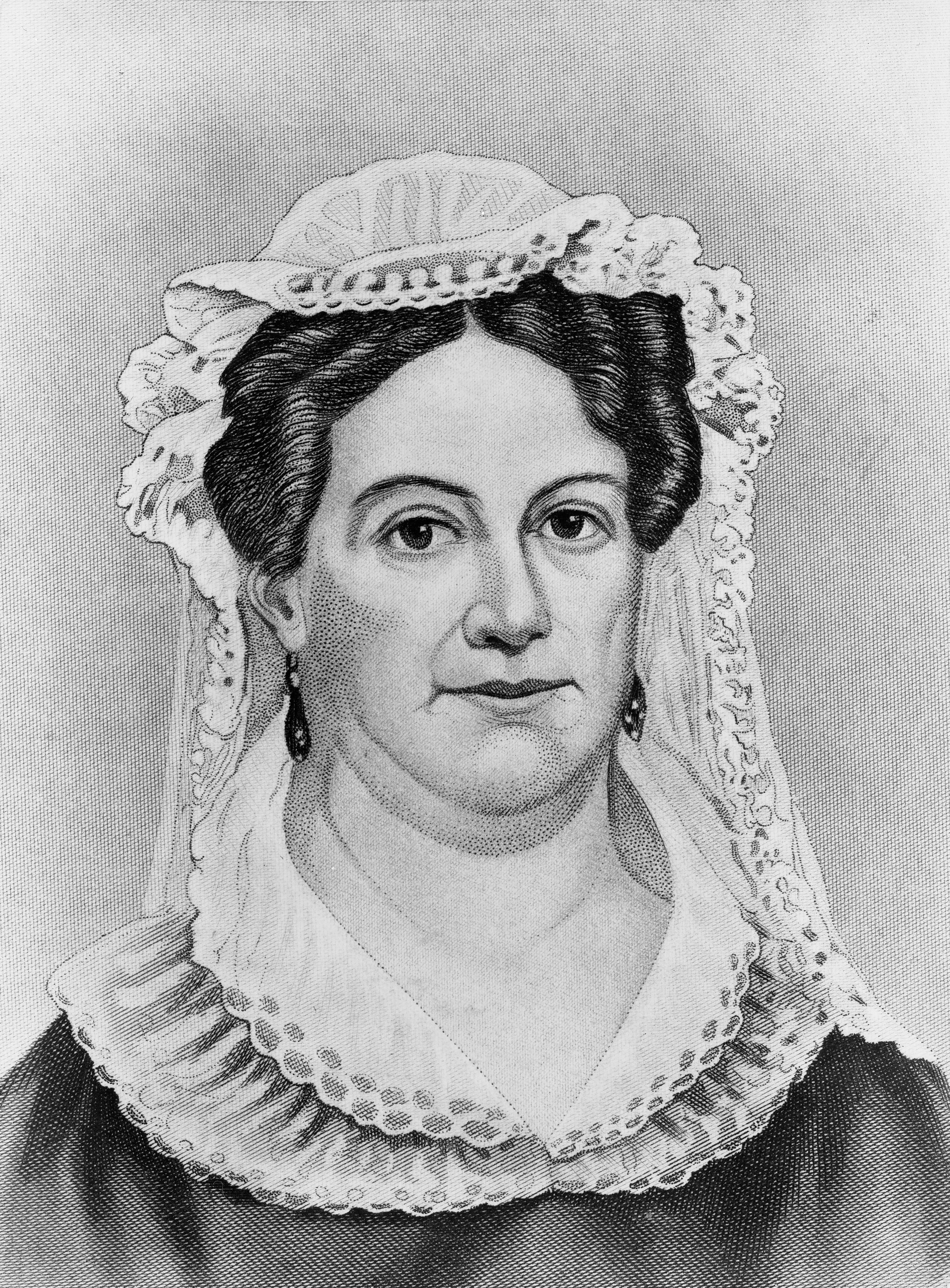
Rachel Jackson

Andrew Jackson (1767–1845) war von 1829 bis 1837 der siebte Präsident der Vereinigten Staaten. Er ging als einer der prägenden Präsidenten in die Geschichte des Landes ein. Erstmals war jemand aus sehr einfachen Verhältnissen Präsident geworden, der zudem umfangreiche Änderungen durchführte. In seine Amtszeit fällt aber auch die gewaltsame Vertreibung der fünf zivilisierten Stämme von 1937 mit unzähligen Todesopfern. Auch nach seiner Präsidentschaft blieb Jackson innerhalb der Demokratischen Partei einflussreich. 1791 heiratete er Rachel Donelson Robards (1767–1828) im Glauben, ihre erste Ehe sei geschieden. Da das nicht der Fall war, heiratete das Paar 1794 erneut. Dieses Missverständnis verfolgte die Jacksons ihr Leben lang und wurde während des Wahlkampfs von Andrew Jackson genüsslich als gegen ihn sprechend herangezogen. In einer Broschüre, die Jacksons Widersachers John Quincy Adams zugerechnet wird, tauchte die Frage an die Nation auf: „Sollen eine überführte Ehebrecherin und ihr Liebhaber-Ehemann in das höchste Amt dieses freien und christlichen Landes gewählt werden?“
1806 tötete Jackson in einem Duell Charles Dickinson, einen regional bekannten Schützen, wobei er auch selbst schwer verletzt wurde. Eine Kugel, die sein Herz nur knapp verfehlt hatte, steckte lebenslang in seinem Brustkorb. Anlass des Duells war eine Verleumdung Dickinson gegenüber Jacksons Frau. Das Paar lebte auf einer Baumwollplantage namens „The Hermitage“ bei Nashville. Da die Ehe kinderlos blieb, adoptierten die Jacksons 1809 einen Neffen Rachels und nannten ihn Andrew Jackson junior. Weitere Neffen nahmen sie als Pflegesöhne auf. Die Adoption und die Pflegschaften werden im Film nicht thematisiert. Die Pflegeelternschaft des kleinen indianischen Jungen Lincoya kommt im Film hingegen vor. Der Junge erkrankte Anfang 1828 an Tuberkulose und starb nur siebzehnjährig in dem Jahr als sein Adoptivvater Präsident wurde.
Nachdem Jackson im Dezember 1828 die Präsidentschaftswahl gewonnen hatte, musste er am 22. Dezember 1828 den schmerzhaften Verlust seiner Frau Rachel verkraften, die bei den Vorbereitungen zum Umzug der Familie nach Washington einem Herzinfarkt erlag. Jackson machte für den Tod seiner für ihre Ehrlichkeit und Freundlichkeit bekannten Frau in erster Linie seine politischen Gegner verantwortlich, die durch ihre persönlichen Angriffe auf Rachel, zu deren Tod beigetragen hätten.

## Rezeption

### Kritik
In der New York Times war zu lesen, die Geschichte spiele eine merkwürdige zweite Geige nach dem süßen Lied der Liebe in The President’s Lady, Twentieth Century-Fox’ ehrfürchtiger und höchst sentimentaler Hommage an Andrew und Rachel Jackson. Susan Hayward und Charlton Heston werde eine emotionale Bandbreite gewährt, die perfekt zu einer der überzeugendsten und ergreifendsten Romanzen der frühen amerikanischen Szene passe. Genau wie die Vorlage von Irving Stone schwärme der Film zärtlich von der Liebe des siebten amerikanischen Präsidenten und der einfachen, sensiblen Hinterwäldlerin, die nichts weiter wollte, als von ihm geliebt zu werden. Die Karriere Jacksons bleibe dabei weitgehend ausgespart. Der eigentlich stärkste Teil des Films werde weder durch Henry Levins ideenarme Regie, die im Allgemeinen steifen Dialoge, noch die Redundanz der tränenreichen Wiedervereinigungen der Jacksons vertieft. Auch wenn es bewundernswert sei, einen Mann zu sehen, der ständig an die Seite seiner Frau zurückkehre, hätte man ein oder zwei Einblicke in das weitere Leben des großen Amerikaners Jackson begrüßt. Gegen alle Widrigkeiten seien die Stars des Films ernsthafte und energiegeladene, aber kaum unvergessliche Protagonisten.
Mark. R. Hasan meinte, diese kompakte, effiziente Adaption von Stones Bestseller-Roman werde vom heutigen Publikum anders beurteilt, als beim Erscheinen des Films, aber das Charisma seiner Stars und die Handschrift von John Patrick seien immer noch ziemlich beeindruckend. Patricks Prosa sei dicht und nie süßlich und Regisseur Henry Levin scheine die Besetzung dazu zu bringen, historische Charaktere mit einer leisen Leichtigkeit darzustellen, vielleicht um die Produktion familienfreundlicher zu machen. Zwar gebe es einige Probleme mit historischen Fakten, so komme beispielsweise der zweite Adoptivsohn des Paares im Film überhaupt nicht vor. Zweifellos sei ein Teil des Erzählmaterials gekürzt und der Fokus der Filmhandlung fast ausschließlich auf die Paarbeziehung gelenkt worden. Die Chemie zwischen Hayward und Heston stimme. Heston spiele seine historische Figur solide und verkörpere Jackson als festen, aber auch zärtlichen Mann, der lachen, tanzen und kämpfen könne. Alle Eigenheiten, die Heston ausmachen würden, seien da, der Schauspieler habe es wohl genossen, einen Mann mit vielen Fähigkeiten und Emotionen zu spielen. Auch wenn Hayward der Star des Films gewesen sei, müsse auch Hestons Leistung als agiler und physischer Schauspieler, der mit einer Vielzahl dramatischer Szenen und physischer Anforderungen habe umgehen müssen, hervorgehoben werden.
Marc Fusion bewertete den Film auf seiner Seite positiv. „The President’s Lady sei ein üppiges Drama mit Romantik und beeindruckenden Werten des Produktionsdesigns und natürlich mit Charlton Heston. Die Kostüme seien wunderschön, die Einstellungen sehr detailliert und die Atmosphäre wirkungsvoll. Die Zeit, in der der Film spiele, werde genau auf den Punkt gebracht, was ohne Frage viel zum positiven Filmerlebnis beitrage. Letztendlich habe dieser Film alles, was man sich von einem historischen Drama wünschen könne. Heston zeige sowohl die ehrgeizige, als auch die menschliche Seite Jacksons. Während Heston gut sei, könne Susan Hayward ihm die Show oft mit ihrer wunderbaren eigenen Leistung stehlen. Sie bringe viel Energie und eine gute Einstellung in ihre Rolle als Rachel ein und die Chemie mit Heston stimme auf den Punkt, sodass die Bindung zwischen den Charakteren nachvollziehbar sei.“
Der TV Guide gab dem Film drei von fünf möglichen Sternen und meinte, dies sei einer der besseren biografischen Filme Hollywoods. Haywards Leistung in diesem Film sei hervorragend, unterstützt von Ben Nyes großartiger Maske, die die schöne Schauspielerin erfolgreich von 18 auf 61 Jahre altern lasse.

### Nachwirkung
Charlton Heston wiederholte seine Rolle in einer Vintage-Sendung von Lux Radio Theatre. Joan Fontaine (die Schwester von Olivia de Havilland) übernahm die Rolle von Mrs. Jackson. Der Inhalt wurde noch einmal komprimiert. Fontaine habe ihre Sache ebenso gut gemacht wie seinerzeit Susan Hayward. Paul Frees lieferte mit seiner Stimme das Brückenmaterial für die Erzählung.
In Cecil B. DeMilles Piratenfilm von 1958 unter dem Titel König der Freibeuter spielte Heston die Rolle des Andrew Jackson abermals.

### Auszeichnungen
Oscarverleihung 1954
- nominiert für den Oscar Paul S. Fox, Leland Fuller und Lyle R. Wheeler in der Kategorie „Bestes Szenenbild (Schwarzweißfilm)“. Der Oscar ging an Edward C. Carfagno, Cedric Gibbons, Hugh Hunt und Edwin B. Willis*  und den Antikfilm Julius Caesar.
- nominiert für den Oscar Charles Le Maire und Renie in der Kategorie „Bestes Kostümdesign (Schwarzweißfilm)“. Edith Head wurde für ihre Kostüme für die Filmromanze Ein Herz und eine Krone mit dem Oscar geehrt.